# Brzana tygrysia
Brzana tygrysia (Barbus fasciolatus, holotyp: BMNH 1864.7.13.63) – gatunek słodkowodnej ryby karpiokształtnej z rodziny karpiowatych (Cyprinidae), opisywany też pod synonimiczną nazwą Barbus bariloides – brzanka angolańska, rzadko hodowany w akwariach. 

## Występowanie
W Afryce Środkowej: Zambia i Angola. 

## Opis
Osiągają długość do 6,5 cm. Ryby stadne, powinny przebywać w grupie minimum 6 osobników.

## Warunki
Akwarium minimum 100 litrów, powinno być gęsto zarośnięte roślinami, niezbyt jasno oświetlone. Podłoże miękkie.
Długość akwarium: 80–90 cm
Temperatura wody: 22 °C–28 °C
Pokarm: żywy lub suszony
Dymorfizm płciowy: samiec smuklejszy.

## Rozmnażanie
Rozmnażanie jest bardzo trudne.